# 도보슈토르터

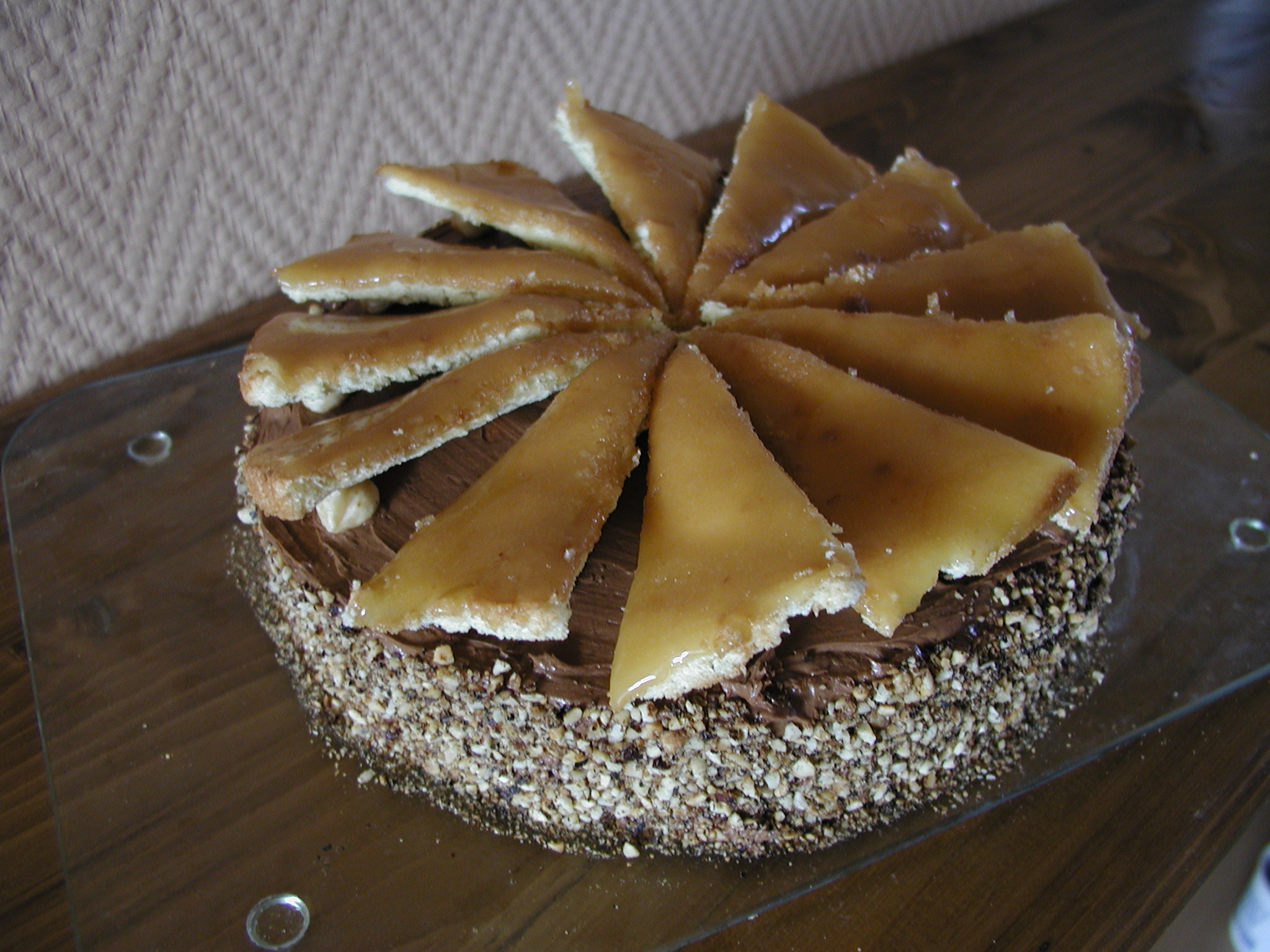
도보슈토르터

도보슈토르터(헝가리어: dobostorta)는 헝가리 요리의 한 종류이다. 5층 ~ 7층으로 된 얇은 스펀지 케이크 층 사이에 모카·초콜릿 크림을 넣으며 상단은 캐러멜로 덮는다.